# HBO Max
HBO Max, cunoscut anterior ca Max, este un serviciu american de streaming VOD (video on demand) deținut de Warner Bros. Discovery. Serviciul a fost lansat în Statele Unite pe 27 mai 2020.
HBO Max se bazează pe serviciul de televiziune premium HBO al Warner Bros. Discovery și include toată programarea sa, precum și o gamă de programare suplimentară originală și conținut de bibliotecă din toate părțile din WarnerMedia, precum și furnizori de conținut terți de la care WarnerMedia a cumpărat drepturi de streaming.
Serviciul de streaming a fost lansat și în România pe data de 8 martie 2022. Pe 23 mai 2023, HBO Max a fost redenumit în doar Max de către Warner Bros. Discovery, dar numele s-a mai schimbat iar în HBO Max pe 9 iulie 2025.

## Istoric
La 10 octombrie 2018, WarnerMedia a anunțat că va lansa un serviciu de streaming over-the-top la sfârșitul lui 2019, cu conținut de la brandurile sale de divertisment. Planul inițial pentru acest serviciu a solicitat trei niveluri cu lansarea de la sfârșitul anului 2019. Randall L. Stephenson⁠(en)[traduceți], președinte și CEO al părintelui WarnerMedia, AT&T a indicat la mijlocul lunii mai 2019 că va folosi marca HBO și că va face legătura cu operatorii de cablu, deoarece abonații de cablu HBO vor avea acces la serviciul de streaming. O versiune beta era așteptată în al patrulea trimestru din 2019 și lansarea completă în primul trimestru 2020 la acea vreme.
Otter Media⁠(en)[traduceți] a fost transferat în mai 2019 către WarnerMedia Entertainment de la Warner Bros. pentru a prelua serviciul de streaming, deoarece Brad Bentley, vicepreședinte executiv și director general al dezvoltării directe către consumatori a ieșit din post după șase luni. Andy Forssell s-a transferat din funcția de șef al Otter pentru a-l înlocui pe Bentley în funcția de vicepreședinte executiv și director general, în timp ce a raportat în continuare la CEO-ul Otter, Tony Goncalves, care va conduce dezvoltarea.
Pe 9 iulie 2019, WarnerMedia a anunțat că serviciul va fi cunoscut sub numele de HBO Max și va lansa în primăvara anului 2020, în timp ce Reese Witherspoon este Hello Sunshine⁠(en)[traduceți] și Greg Berlanti⁠(en)[traduceți] au fost semnate la oferte de producție pentru acest serviciu. (Monikerul „Max” este împărtășit cu serviciul de televiziune de plată liniară HBO Cinemax, care s-a identificat alternativ prin denumirea de sufix de la mijlocul anilor ’80 și l-a folosit în mod deosebit în brandingul său din 2008 până în 2011). La 29 octombrie 2019, a fost anunțat că HBO Max se va lansa oficial în mai 2020.
La 8 ianuarie 2020, AT&T a anunțat că Audience, un canal exclusiv pentru abonații furnizorilor de televiziune AT-T, precum DirecTV, cu unele programări originale, va încheia operațiunile în actualul său format mai târziu în primăvara respectivă și va trece la un canal barker pentru HBO Max. Warner Bros. și HBO Max au anunțat eticheta de film Warner Max pe 5 februarie 2020, care ar produce opt până la zece filme bugetare medii pe an pentru serviciul de streaming începând din 2020. La 20 aprilie 2020, WarnerMedia a anunțat data lansării HBO Max la 27 mai.

## Managementul
Kevin Reilly, președintele WarnerMedia Entertainment Networks, care include majoritatea canalelor de divertisment acceptate de reclame, precum TBS, TNT, și TruTV , de asemenea, funcționează în calitate de ofițer principal de conținut al HBO Max cu responsabilitatea pentru programul HBO Max și conținutul exclusiv al bibliotecii. Andy Forssell este vicepreședintele executiv al serviciului și directorul general, în timp ce încă raportează directorului general Otter Media, Tony Goncalves, care conduce dezvoltarea.
Casey Bloys, președintele programării HBO, continuă să supravegheze serviciul principal HBO, inclusiv programarea recent comandată, dar are o implicare limitată în programarea Max Originals.

## Conținut

### Prezentare generală
WarnerMedia a indicat faptul că serviciul ar avea 10.000 de ore de conținut la lansare, inclusiv conținutul de prima execuție și bibliotecă de la denumirea HBO (inclusiv seria originală, documentare și speciale) și conținut de la alte mărci ale companiei și rețele (inclusiv Warner Bros. Pictures, New Line Cinema, DC Entertainment, TBS, TNT, TruTV, CNN, Cartoon Network, The CW, Turner Classic Movies, Crunchyroll, Rooster Teeth, și Adult Swim). WarnerMedia a declarat că serviciul va avea peste 2.000 de filme disponibile la lansare, inclusiv drepturile de televiziune cu plată existente de la HBO, provenite de la studiouri, inclusiv compania soră Warner. Bros. Pictures, Universal Pictures și 20th Century Studios (ultimele două au oferte de ieșire respective cu HBO până în 2022; filmele din ambele studiouri vor fi disponibile probabil pe Peacock, Disney+ și Hulu odată ce contractele de ieșire respective expiră).
La fel ca în cazul platformelor de streaming existente de la HBO, HBO GO și HBO Now (dar spre deosebire de platformele sale din Apple TV Channel și Amazon Prime Video), HBO Max nu este de așteptat să includă fluxuri de canale de cablu liniare, și nici nu este de așteptat să includă conținut (inclusiv programare originală) de la Cinemax, care va elimina simultan eforturile inițiale de programare, deoarece WarnerMedia își realocează investițiile de programare către HBO Max. Cinemax își împărtășește conținutul filmului cu canalul HBO liniar și, prin urmare, majoritatea filmelor din biblioteca combinată vor fi pornite ambele servicii în ferestre diferite, dar filmele nu vor fi neapărat disponibile atât pentru HBO Max, cât și pentru Cinemax în același timp. AT&T președinte și CEO Randall L. Stephenson nu a exclus să adauge conținut live de la Turner Sports în viitor (cum ar fi NBA on TNT, MLB on TBS și NCAA March Madness).

### Seriale originale
Conținutul original produs va fi sub bannerul „Max Originals”, inclusiv seriale, filme și alte emisiuni. Conținutul episodic original este lansat săptămânal, eliminând formatul „binge” popularizat de Netflix. Kevin Reilly a declarat că acest lucru a fost acela de a se asigura că originalele vor rămâne în centrul atenției pentru perioade îndelungate, lăsând spectacolele menționate să „respire”, în schimb „să se estompeze rapid după un chef și să ardă”. El a menționat, de asemenea, că programul săptămânal a ajutat la succesul emisiunilor HBO din trecut, precum Succesiunea și Cernobîl și a devenit lovește tocmai datorită puterii lor de ședere. La 5 februarie 2020, Warner Bros. a anunțat că se va forma o nouă etichetă cunoscută sub numele de Warner Max pentru a produce anual între 8 și 10 filme bugetare pentru serviciul. A ardezie din 31 de serii originale au fost planificate pentru primul său an, cu planuri de a se extinde la 50 pentru anul următor, dar calendarul de producție ar fi putut fi întrerupt de pandemia de COVID-19. HBO Max are, de asemenea, podcast-uri despre filmele și seriile TV pe serviciu.

### Sindicație
Serialele produse de Warner Bros. Television care au avut premiera pe The CW (începând cu Batwoman și Katy Keene) își vor avea sezoanele disponibile pe HBO Max cu o lună înainte de premiera la TV. Pe 9 iulie 2019, HBO Max a achiziționat drepturile de streaming ale SUA la Prietenii tăi într-o tranzacție de 425 milioane USD, și la 17 septembrie 2019, au dobândit drepturile de streaming ale SUA la Teoria Big Bang, ca parte a unei înțelegeri care extinde de asemenea drepturile off-rețele TBS asupra seriei până în 2028.

### Drepturile dobândite
În afara WarnerMedia, serviciul oferă și titluri din Colection Criterion, HBO și-a extins și parteneriat existent cu Sesame Workshop, în timp ce se mută conținutul respectiv în fața mărcii HBO Max. Toate cele cincizeci de sezoane din Strada Sesam (care datează din 1969) sunt disponibile pentru a fi transmise în premieră pentru acest serviciu.

### Animație

#### Producții occidentale
Serviciul oferă, de asemenea, multe hub-uri pentru programele animate, care provin în mare parte din bibliotecile Warner Bros. Animation (inclusiv franciza Looney Tunes și producții Hanna-Barbera) și Cartoon Network, împreună cu Adult Swim. Serialele de animație originale (inclusiv Să-nceapă Aventura și epilogul Tărâmuri îndepărtate, Jellystone!, Lumea Looney Tunes, o continuare pentru Trenul infinitului și Insula Taberei de Vară, dar și un reboot pentru Suburbii) au fost anunțate și pentru HBO Max, serviciul bătând competitorii în achiziționarea de drepturi interne exclusive de streaming pentru South Park (creat de Trey Parker și Matt Stone), în cadrul unei tranzacții partajate cu Comedy Central (aparținând Paramount Global) pentru 500 de milioane de dolari (cu episoade noi adăugate la 24 de ore de la premiera pe Comedy Central).
Primele pelicule de animație lansate în premieră dublate în limba română în cadrul platformei sunt filmele- “Scooby Doo și Batman: Curajoși și Îndrăzneți și Scooby Doo: Duelul lui Shaggy.

#### Anime
Crunchyroll oferă o selecție tot mai mare de conținut anime pentru acest serviciu, curatat în fiecare trimestru, începând cu șaptesprezece anime. Aceasta include Fullmetal Alchemist: Brotherhood, Kill la Kill, Berserk, Minciuna ta în Luna Aprilie, Re:Zero − Starting Life in Another World, Rurouni Kenshin și produsul intern In/Spectre. În plus, Death Note și Hunter × Hunter  sunt pe platformă în primul an al serviciului. Serviciul este, de asemenea, primul serviciu american din deține drepturi de streaming la filmele studioului de animație japonez Studio Ghibli, prin distribuitorul său din America de Nord GKIDS. Filme Studio Ghibli, precum Călătoria lui Chihiro, Prințesa Mononoke, Castelul umblător al lui Howl, Ponyo, Kiki: Livrări la domiciliu, Vecinul meu Totoro și multe altele au devenit disponibile pe serviciu la lansare. Compania Fellow Otter Media Rooster Teeth contribuie, de asemenea, la conținut, cu sezonul doi din Gen:Lock să fie o cronologie exclusivă pentru HBO Max.

### Post-lansare
Toate cele opt filme din seria Harry Potter au fost disponibile pentru a fi transmise în serviciu în ziua lansării, în ciuda rapoartelor anterioare care indicau că filmele, deși produse de Warner Bros. nu este disponibil datorită unui acord prealabil privind drepturile de difuzare cu NBCUniversal. La 29 mai 2020, HBO Max a achiziționat drepturile exclusive de streaming la serialul Tânărul Sheldon.

## Distribuție

### Statele Unite
Majoritatea abonaților activi fie HBO Now, fie serviciul de televiziune cu plata HBO (care include HBO GO) la momentul lansării vor primi acces la HBO Max fără taxă suplimentară, în general, toate cele trei servicii de partajare același punct de preț de 14,99 USD pe lună. Cu toate acestea, această tranziție depinde de actualul furnizor sau facturător al clientului care a semnat un nou acord de distribuție pentru HBO Max cu WarnerMedia.
În anunțarea HBO Max, WarnerMedia a confirmat imediat că abonații HBO pe platformele deținute de AT&T (inclusiv AT&T TV, DirecTV, U-verse și AT&T Mobility) vor primi HBO Max la lansare fără costuri suplimentare. Clienții AT&T care sunt abonați la planurile lor de internet, TV și wireless cu cel mai înalt nivel. HBO Max gratuit, în timp ce cei din planurile cu nivel inferior vor primi o probă gratuită variind de la o lună la un an. Abonații existenți HBO au fost, de asemenea, migrați la HBO Max la lansare fără o taxă suplimentară. La 27 aprilie 2020, a fost anunțat un acord pentru abonații HBO Now prin intermediul Apple (atât abonamente în aplicație, cât și Apple TV Channel) pentru a fi migrat către HBO Max. Conținutul de la HBO Max va fi listat în aplicația Apple TV împreună cu faptul că există un hub dedicat HBO Max în aplicație.
WarnerMedia a negociat ulterior cu alți furnizori de televiziuni cu plată pentru aranjamente similare. Deși, de asemenea, puteți include HBO Max ca un add-on. La 15 aprilie 2020, WarnerMedia a anunțat un acord similar cu Charter Spectrum (care a achiziționat fosta divizie de cablu, care a fost desființată în mai 2016) pentru a oferi acces la HBO Max pentru abonații HBO prin TV Everywhere. Un acord similar a fost anunțat cu Hulu la 1 mai pentru majoritatea abonaților existenți prin intermediul Hulu + Live TV, precum și a fi disponibil ca un supliment la toate celelalte planuri ale serviciului. La 20 mai 2020, a fost anunțat că WarnerMedia a făcut tranzacții de distribuție cu Altice USA, Cox Communications, Xbox, Samsung, PlayStation, Verizon Communications și Cooperativa Națională de Televiziune prin Cablu. Un acord cu Comcast a fost anunțat la câteva ore după lansarea platformei.
La 13 mai 2020, John Stankey, CEO al AT&T, a dezvăluit pentru Variety că Amazon (producătorul Fire TV) a fost foarte puțin probabil să devină un partener de lansare pentru HBO Max; se pare că părțile rămân în impas, din cauza unui dezacord în legătură cu faptul că Amazon poate găzdui programarea suplimentară Max direct pe platforma Prime Video de canale, așa cum se întâmplă pentru HBO în prezent. Stankey: platformele SVOD și Linear TV ale AT&T pentru a deveni „One One” în viitor De asemenea, nu a fost anunțat până acum un acord cu Roku din cauza unei dispute privind comisioanele de transport. Cu ambele dispozitive ale acestor companii, conținutul HBO non-Max rămâne disponibil ca de obicei prin platformele de canale respective ale companiei și / sau prin HBO Now. Food Network a fost menționată și ca o reținere în unele rapoarte media, cu toate acestea HBO nu a fost disponibil deloc prin intermediul acelui furnizor încă de la sfârșitul anului 2018, din cauza unei dispute diferite.
HBO Max nu acceptă 4K, HDR sau Dolby Atmos, dar sunt planificate ca „parte a produsului HBO Max foaie de parcurs". De asemenea, nu există suport pentru descriere audio pentru cei cu deficiențe de vedere.
Un abonament mai ieftin cu reclame incluse a fost adăugat pe HBO Max în 2021.

### Internațional
HBO Max a fost lansat pe 29 iunie 2021 în America Latină și Caraibe, pe 26 octombrie 2021 în Andorra, Spania și țările nordice (cu excepția Islandei) și pe 8 martie 2022 în Europa Centrală și de Est și Portugalia, parțial prin conversia serviciilor de streaming existente operate de HBO pe acele piețe cu numele HBO Max. Între timp, unele programe originale HBO Max au fost puse la dispoziție pe platformele internaționale existente ale WarnerMedia, inclusiv HBO Asia⁠(en)[traduceți].
În alte țări, programele originale HBO și/sau HBO Max sunt licențiate către rețele terțe și servicii de streaming în baza unor oferte pe termen lung. În aceste cazuri, HBO Max a lăsat la latitudinea deținătorilor de drepturi individuali să decidă dacă își oferă programarea pe o bază exagerată. Amploarea și durata ofertelor variază în funcție de țară; nu toate rețelele care transmit programe HBO oferă și programe HBO Max și, în unele cazuri, programele individuale sunt transmise de servicii diferite.
WarnerMedia a declarat la sfârșitul anului 2019 că intenționează să continue parteneriatele internaționale de licențiere existente ale HBO pentru moment. Cu toate acestea, ca parte a restructurării WarnerMedia anunțate în august 2020, președintele WarnerMedia Jason Kilar⁠(en)[traduceți] a declarat că HBO Max își va extinde domeniul de aplicare la nivel global. Șeful operațiunilor, Andy Forssell, a indicat mai târziu în acel an că compania intenționează în cele din urmă să aibă HBO Max activ în 190 de țări, dar că un calendar pentru majoritatea țărilor rămase nu a fost decis.
În urma fuziunii WarnerMedia cu Discovery, Inc. în aprilie 2022, Warner Bros. Discovery a decis să oprească expansiunea internațională a HBO Max în favoarea așteptării înlocuirii serviciului existent cu Max și, în schimb, să continue să licențieze conținutul acestuia altor distribuitori internaționali precum Sky Europe⁠(en)[traduceți] și Foxtel⁠(en)[traduceți] pe piețele în care HBO Max nu este disponibil, în încercarea de a atinge stabilitate financiară pentru companie.